# Éric Castagnino
Éric Castagnino est un footballeur français, né le 25 novembre 1957 à Toulon en France, qui évolue au poste de milieu de terrain.

## Biographie
Formé au Nîmes Olympique, il y effectue une majeure partie de sa carrière professionnelle. 
Il dispute un total de 132 matchs en première division, inscrivant 13 buts, et 120 matchs en Division 2, marquant 15 buts.
Après sa carrière de joueur, il devient agent de joueurs, s'occupant notamment des intérêts de Corentin Tolisso et de Renaud Ripart.

## Palmarès
- Vice-champion de France de D2 en 1985 avec l'OGC Nice